# Исак Асимов
Исак Асимов (енгл. Isaac Asimov), крштено име Исак Јудович Озимов (рус. Исаáк Ю́дович Ози́мов; Петровичи, 2. јануар 1920 — Њујорк, 6. април 1992), био је амерички писац научне фантастике и биохемичар руско-јеврејског порекла. Рођен је у Петровичима у Смоленској области, СССР, али је са родитељима емигрирао у САД када му је било три године, населивши се се у Бруклину у Њујорку. Исак Асимов је дипломирао хемију на универзитету Колумбија 1939 коју је и докторирао 1948. године.
Написао је велики број дела, преко 500 књига и преко 90.000 разгледница и писама из области науке, криминалистичке књижевности и научне фантастике. Његове књиге су објављене у 9 од 10 главних категорија Дјуијеве децималне класификације. Поред Роберта А. Хајнлајна и Артура Ч. Кларка, Асимов се сматрао једним од Велике Тројке писаца научне фантастике. Најпознатије дело му је Задужбина, поред којег су значајна дела и Галактичко царство и Робот.
Био је дугогодишњи члан Менсе. Астероид 5020 Асимов, кратер Асимов на планети Марс и једна основна школа у Бруклину добили су име у његову част. Био је председник Америчке хуманистичке асоцијације.

## Биографија

### Младост
Асимови родитељи су били Ана Рејчел и Џуда Асимов, млинари јеврејског порекла. Исак је добио име по мајчином оцу Исаку Берману. Када је рођен, његова породица је живела у Петровичима код Климовича у данашој Смоленској области у Русији. Као беба 1921. године Исак Асимов и још 16 деце у Петровичима су добили упалу оба плућна крила и само је он преживео. Имао је млађу сестру Марцију (17. јун 1922 — 2. април 2011) и млађег брата Стенлија (25. јул 1929 —16. август 1995), који је био потпредседник Њујорк Њуздеја. Са породицом се преселио у САД 3. фебруара 1923, када је имао три године. С обзиром да су његови родитељи увек говорили хебрејским и енглеским језиком, никад није научио руски језик, али је и даље течно говорио на хебрејском као и на енглеском. Сам је научио да чита у својој петој години, а у школу је пошао годину дана раније пошто му је мајка лажирала датум рођења. Постао је амерички држављанин 1928. године, када је имао осам година. Породица Асимов је држала продавницу слаткиша са новинама и магазинима, што је Исак означио кључним за љубав према писаној речи.

### Образовање и каријера
Асимов је похађао државне школе у Њујорку са 5 година, укључујући Мушку гимназију у Бруклину.
Дипломирао је са 15 година и започео је студирање на Градском колеџу у Њујорку. Након одређеног времена, прихватио је стипендију Колумбија Универзитета за младе Јевреје и прешао на Сет Лоу Јуниор Факултет, Колумбија Универзитета. Асимов је после првог семестра са зоологије прешао на хемију, пошто није прихватао "експерименте на мачкама ". После затварања Сет Лоу колеџа, своје испите је завршио у склопу универзитетских курсева (касније Колумбијски универзитет општих студија) 1938. Након два круга одбијања од стране медицинских школа, 1939. године, Асимов се пријавио на дипломски програм хемије у Колумбији. У почетку одбачен и потом прихваћен само на пробној основи, завршио је мастер студије хемије 1941. године, а 1948. године стекао је докторат из биохемије.
У периоду између стицања ова два признања, Асимов је провео три године током Другог светског рата радећи као цивилни хемичар на експерименталној постаји морнаричког ваздухопловства у Филаделфији, живећи у делу Волнут Хил у западној Филаделфији од 1942. до 1945. године. По завршетку доктората, Асимов се запослио на Медицинском факултету у Бостону 1949. године са платом од 5.000 долара (еквивалентно 51.510 долара у 2017. години). Међутим, до 1952. године, он је зарадио више новца као писац него на универзитету, па је на крају престао да ради на истраживању, ограничавајући своју универзитетску улогу на предавање студентима. Године 1955. године је унапређен у ванредног професора, а 1979. године универзитет је похвалио његово писање промовишући га у редовног професора биохемије.

### Лични живот
Асимов је оженио Гертруду Блугерман (1917, Торонто, Канада — 1990, Бостон, САД) 26. јула 1942. године, коју је упознао на слепом састанку исте године. Пар је живео у стану у западној Филаделфији, док је Асимов био запослен у Филаделфијској морнарици са два сарадника (Роберт А. Хеинлеин и Л. Спраг де Камп). За време рата Гертруда се вратила у Бруклун, где се Исак доселио 1946. године. На лето 1948. године преселили су се на Мехтену да би се маја 1949. пребацили у Бостон, а затим у оближње предграђе Сомервил у јулу 1949, те Волтхему у мају 1951, и на крају Вест Њутону 1956. Имали су двоје деце, Давида (рођен 1951) и Робина Јоана (рођен 1955. године). Исак и Гертруда су се раздвојили 1970. а Асимов се преселио назад у Њујорк, овог пута на Западну страну Менхетна, где је живео до краја живота. Пошто се развео 1973, његова друга жена постала је писац, психијатар и психоаналитичар Џенет Опал Џепсон.
Асимов је био клаустрофил: уживао је у малим, затвореним просторима. Поседовао је штанд у подземној станици у Њујорку у коме је волео да чита књиге уз звук возова. Асимов је описао Карла Сајгана као једног од двоје људи које је упознао и чији је интелект надмашио његов. Други, тврди он, био је стручњак за рачунарске науке и вештачку интелигенцију Марвин Мински. Године 1984, Америчка хуманистичка асоцијација (АХА) га је именовала Хуманистом године.

### Болест и смрт
Године 1977. Асимов је претрпео срчани удар. Умро је од сиде, јер је 1983. године био заражен вирусом ХИВ-а преко трансфузије коју је добио док је био на операцији срца. Та чињеница је објављена тек десет година после његове смрти.

## Књижевни рад
Постоје четири Асимовљева закона роботике која важе и данас, а гласе:
0. Робот не сме нашкодити човечанству, нити својом пасивношћу дозволити да се нашкоди човечанству.
1. Робот не сме нашкодити човеку, нити својом пасивношћу дозволити да се нашкоди човеку, осим када је то у супротности с нултим законом.
2. Робот мора слушати људске наредбе, осим ако су оне у супротности са нултим или првим законом.
3. Робот треба штитити свој интегритет, осим када је то у супротности са нултим, првим или другим законом.
Асимов је за своје најбоље дело сматрао причу Последње питање из 1956. године.
Током 1964. понудио је своје виђење света 2014. године.

## Цитати
- „Живот је угодан. Смрт је мирна. Прелаз је тај који нас брине.”
- „Никад немој дозволити да ти осећај морала засмета да учиниш оно што је исправно.”
- „Не бојим се рачунара, бојим се њихове одсутности.”
- „Свакакве се рачунарске грешке појављују. Били бисте изненађени бројем лекара који тврде да лече мушке труднице.”
- „Ја не читам брзо, ја брзо разумем.”
- „Не верујем у живот после смрти зато што не морам провести цели живот бојећи се пакла или још горе — раја. Ма каква год је мучења била у паклу, мислим да би до сада у рају била много гора.”
- „Пишем због истог разлога због којег и дишем — да то не чиним, умро бих.”
- „Они људи који мисле да знају све велики су гњаватори нама који стварно све знамо.”
- „Када некога увредимо, назовемо га животињом. Окрутније би било намерно га назвати човеком.”
- „Лоша идеја добро написана ће бити боље прихваћена од лоше написане али добре идеје.”
- „Насиље је последње уточиште неспособних.”